# 岡城 (筑前国)
岡城（おかじょう）は、福岡県遠賀郡岡垣町にあった日本の城（山城）。他の岡城と区別するために、筑前岡城、宗像岡城とも呼ばれる。標高約40メートルの丘陵上に位置する。岡垣町指定史跡。

## 概要
文明年間に、足利義政の命を受けた大内義弘の命によって麻生氏が築城した。
16世紀前半に、麻生隆守の居城となる。
天文15年（1546年）に北上を開始した大友宗麟に与した瓜生貞延に攻められ落城し、隆守は自害した。以後は貞延が統治。

## アクセス
- 西鉄バス「吉木小学校前」より徒歩5分。